# Porno for Pyros
Porno for Pyros war eine US-amerikanische Rockband, die zwischen 1993 und 1997 existierte. Sie bestand aus den Jane’s-Addiction-Mitgliedern Perry Farrell und Stephen Perkins sowie dem Gitarristen Peter DiStefano und dem niederländischen Bassisten Martyn LeNoble.

## Geschichte
Während es zwischen Perry Farrell und den beiden Saiten-Instrumentalisten Dave Navarro und Eric Avery am Ende bei Jane’s Addiction zu Unstimmigkeiten kam, harmonierten Perry Farrell und Stephen Perkins bestens. Farrell legte bei seiner neuen Band, die er im Mai 1992 gründete, deshalb Wert auf den Schlagzeuger, der die Polyrhythmik beherrscht, das heißt, so klingt, als trommelten zwei Schlagzeuger. Den Gitarristen Peter DiStefano hatte Farrell ein Jahr zuvor bei einem Surf-Trip in Mexiko kennengelernt. DiStefano vermutet, dass er mehr wegen seines „spirituellen“ Stils und weniger wegen des technischen Könnens ausgewählt worden sei. Bassist Martyn LeNoble brachte Erfahrungen aus dem Jazz-Bereich mit.
In einem Prospekt für Feuerwerkskörper, das einem Pornomagazin beigelegt war, stach Farrell der Slogan „Porno for Pyros“ ins Auge, den er zum Bandnamen erkor. Er wurde auch für den Titel der ersten Veröffentlichung im April 1993 als passend befunden, da er auf den Sensationsjournalismus im amerikanischen Fernsehen angewendet werden konnte. Der Erscheinungstermin hatte sich wegen des Coverartworks, das umgekehrte Hakenkreuze beinhalten sollte, verzögert: Die Plattenfirma Warner Bros. Records setzte sich mit ihrer Verbotsabsicht durch. Das Album, das einen kleinen Hit namens Pets enthält, verkaufte sich zunächst gut, rutschte aber bald in den Charts ab.
Nachdem sich LeNoble während der Aufnahmen zum zweiten Album Good Gods Urge (1996) wegen Drogenbesitzes im Gefängnis aufhielt, wurden aus Ungewissheit über seinen Verbleib verschiedene Vertreter engagiert, u. a. Flea von den Red Hot Chili Peppers und Mike Watt (Minutemen, Firehose), der auch als Tourbassist diente. An ausgewählten Terminen der Tour trat Navarro als Überraschungsgast auf. Zahlreiche Surfausflüge in exotischen Gegenden hatten sich stimmungsmäßig auf die Stücke des Albums ausgewirkt. Aufgrund der seichteren Ausrichtung von Good Gods Urge, blieb der Publikumserfolg aus, weshalb das Projekt gestoppt wurde.
Porno for Pyros’ nennenswerteste Auftritte fanden auf dem Reading Festival 1993 (als Headliner) und im Jahr darauf dem Woodstock II statt.
2023 kündigte die Band eine US-Tournee sowie neues Material an. Während einige Club-Konzerte im Vorfeld mit Bassist LeNoble gegeben werden konnten, lautet die Besetzung für die im Februar 2024 gestartete „Horns, Thorns En Halos Farewell Tour“ Farrell, DiStefano, Perkins und Watt.

## Stil
In den Online-Datenbanken Discogs und Allmusic wird die Musik bei „Alternative Rock“ eingeordnet. In der Musikzeitschrift Musikexpress bezog sich Martina Wimmer in ihrer Beschreibung ebenfalls auf diese gängige Einordnung. Ihr Redaktionskollege Wolf Kohl verwendete dagegen die Bezeichnung „Psychedelic Rock“. Auch Holger Stratmann vom Rock Hard gab Psychedelic Rock an. „[N]eo-psychedelic sound“ nennt Kevin Ransom im Guitar Player die Ausrichtung der Band. Die spezifische Alternative-Spielart von Porno for Pyros machten laut Wimmer „Metal-Repliken und Funk-Rhythmen, sphärische Schönheit und exotische Rhythmen im Spannungsfeld mit scharfen Gitarrenattacken“ aus. Stephen Thomas Erlewine (AllMusic) entdeckte darin Züge von Artrock, Punk, Heavy Metal und Funk und fand die Mischung kreischend („one shrieking whole“). In der Rock Hard Enzyklopädie ist von einer „Melange aus Artrock, Weltmusik, Postpunk, Glam-Rock und schräge[n] Keyboardsounds“ die Rede. Kohl vernahm eine Mischung aus „Psychedelic der 60er“ mit dem „Punk-Funk der 90er“ und Stratmann meinte, es läge eine originelle Variante des Psychedelic Rock mit Soundeffekten vor, „der selten aggressiv, aber garantiert abgedreht genug ist, um auch den alten Addiction-Fans zu gefallen“.
Für Erlewine ist die musikalische Ausrichtung eine Fortsetzung, der mit Jane’s Addiction eingeschlagenen Richtung, was Nick Douglas im Metal Hammer und Ute-Elke Schneider im Fachblatt Musikmagazin bestätigten. Neil Jeffries ging in seinem Buch Kerrang! The Direktory of Heavy Metal weiter, indem er Farrells Fortführung als „Jane’s Addiction für Arme“ bezeichnete. Ähnlich sah dies Martin Popoff in seinem Buch The Collector's Guide of Heavy Metal Volume 3: The Nineties. Er meinte, beide Alben seien eine Fortsetzung von Jane’s Addiction; das erste träge, das zweite immerhin weniger verkrampft. Die Gemeinsamkeiten von beiden Bands hob Colin Larkin in The Guinness Who’s Who of Heavy Metal Second Edition hervor. Der Unterschied zu Jane’s Addiction, betonte Stratmann, bestehe im „Einsatz von viel Technik und Samples“. Break-Out-Mitarbeiter Marco Magin erkannte die grundsätzliche Addiction-Linie, aber auch das hinzugenommene „technische Beiwerk“ sowie „neue Textideen“. Farrell erhob im Interview Samples und Techno-Elemente zum fünften Bandmitglied. Es gehe um „Töne, die nicht mit herkömmlicher Rockinstrumentierung zu erzielen sind“. Die Basis bleibe auf jeden Fall Rock. Wichtig sei nicht die Art der Tonerzeugung, „sondern die Emotion, die der Ton auslöst“. Die Erzeugung bestimmter nur einmal vorkommender Sounds stünde live in keinem Verhältnis zum Aufwand – die Bühne wäre sonst voll von nur kurz gebrauchten Gerätschaften, noch dazu wäre es unmöglich, eine Trompeten-Sequenz rückwärts zu spielen.
Die Musik seiner Band transportiert laut Farrell die Energie von „Gut und Böse“ – oder wie DiStefano ausführte: „[…] die Melodie Gottes, die Kraft des Teufels“. Zur Idee hinter den Porno-for-Pyros-Liedern erklärte Farrell: „Ich verfolge ein kleines Ziel, ich fragte mich, ob man mit Hilfe von Noten einen Menschen chemisch ändern und so eine friedvolle Gesellschaft schaffen kann […].“ Von diesem Grundgedanken getragen (und gut gelaunt durch die Surf-Ausflüge), fiel das Album Good Gods Urge „ungewöhnlich sanft und ruhig“ aus. Dem Debütalbum waren noch „sonderbarste Stimmungswechsel“ attestiert worden, die zu einem „Gesamtkunstwerk“ verschmelzen würden.
Eine Art Gesamtkunstwerk bildeten auch die frühen Liveshows, in der illustres, bizarres Zirkuspersonal auftrat: tanzend Spielgeld verteilende Zwerge, ein Hermaphrodit, Stripperinnen, Feuerschlucker, Trapezkünstler, ein Anti-Clown, eine korpulente Ballerina, ein Lesbenakt. Als Mike Mettler im Guitar Player schrieb, die Band biete gewissermaßen „Porno“, der sowohl oberhalb als auch unterhalb der Gürtellinie wirke, hatte er gar nicht mal die Showelemente im Sinn.

## Diskografie
Alben
- 1993: Porno for Pyros (Warner Bros. Records)
- 1996: Good Gods Urge (Warner Bros. Records)

Singles
- 1993: Sadness (Warner Bros. Records)
- 1993: Pets (Warner Bros. Records)
- 1996: Tahitian Moon (Warner Bros. Records)
- 1997: Hard Charger (Warner Bros. Records)